# ملائكة تشارلي
ملائكة تشارلي هو مسلسل من مسلسلات الجريمة التلفزيونية الأمريكية، التي بثت على قناة اي بي سي لمدة خمسة مواسم من 22 سبتمبر 1976 إلى 24 يونيو 1981، وبلغت عدد حلقات المسلسل من 110 حلقة. تدور أحداث المسلسل ثلاث نساء يعملون في وكالة تحقيق خاصة في لوس أنجلوس، كاليفورنيا، ويقومون خلالها بعدد من المغامرات، لعب دور بطولة الأدوار الرئيسية في البداية كيت جاكسون، فرح فاوست، وجاكلين سميث، مع ديفيد دويل المشارك في بطولة المسلسل كمساعد للنساء الثلاثة، بالإضافة إلى جون فورسيث الذي شارك بصوت رئيسهم المجهول (تشارلي). وأضيف في وقت لاحق إلى كادر العمل شيريل لاد، وشيلي هاك، وتانيا روبرتس.
وعلى الرغم من ردود فعل المتباينة من قبل النقاد، الا ان المسلسل حقق شعبية كبيرة بين الجماهير، ونال نسبة مشاهدات عالية جداً، وكان ضمن العشرة الأوائل في تصنيفات نيلسن للموسمين الأول والثاني. الا انه خرج من العشرة الأوائل في الموسم الثالث. وفي الموسم الرابع شهد المسلسل المزيد من التراجع في التصنيف. حتى تم إلغاء عرضه في عام 1981 بعد خمسة مواسم. تم إعادة إنتاج المسلسل بهيئة جديدة عام 2011 تحت اسم ملائكة تشارلي أيضاً، وتم إنتاج فيلمين يحملان اسم ملائكة تشارلي، ملائكة تشارلي سنة 2000، ملائكة تشارلي (خنق كامل) سنة 2003. بالإضافة إلى النسخة الآسيوية من ملائكة تشارلي. ولعبة فيديو تحمل نفس الاسم.

## فريق العمل والشخصيات
| الممثلة/الممثل | الشخصية      | الموسم | الموسم | الموسم | الموسم | الموسم | السنة     | عدد الحلقات |
| الممثلة/الممثل | الشخصية      | 1      | 2      | 3      | 4      | 5      | السنة     | عدد الحلقات |
| -------------- | ------------ | ------ | ------ | ------ | ------ | ------ | --------- | ----------- |
| كيت جاكسون     | سابرين دنكان | بطولة  | بطولة  | بطولة  |        |        | 1976–1979 | 69          |
| فرح فاوست      | جيل مونرو    | بطولة  |        | ضيف    | ضيف    |        | 1976–1977 | 29          |
| جاكلين سميث    | كيلي غاريت   | بطولة  | بطولة  | بطولة  | بطولة  | بطولة  | 1976–1981 | 110         |
| شيريل لاد      | كريس مونرو   |        | بطولة  | بطولة  | بطولة  | بطولة  | 1977–1981 | 87          |
| شيلي هاك       | تيفاني ويلز  |        |        |        | بطولة  |        | 1979–1980 | 25          |
| تانيا روبرتس   | جولي روجرز   |        |        |        |        | بطولة  | 1980–1981 | 16          |
| ديفيد دويل     | جون بوسلي    | بطولة  | بطولة  | بطولة  | بطولة  | بطولة  | 1976–1981 | 110         |
| جون فورسيث     | تشارلي (صوت) | بطولة  | بطولة  | بطولة  | بطولة  | بطولة  | 1976–1981 | 109         |

## تغييرات في كادر العمل

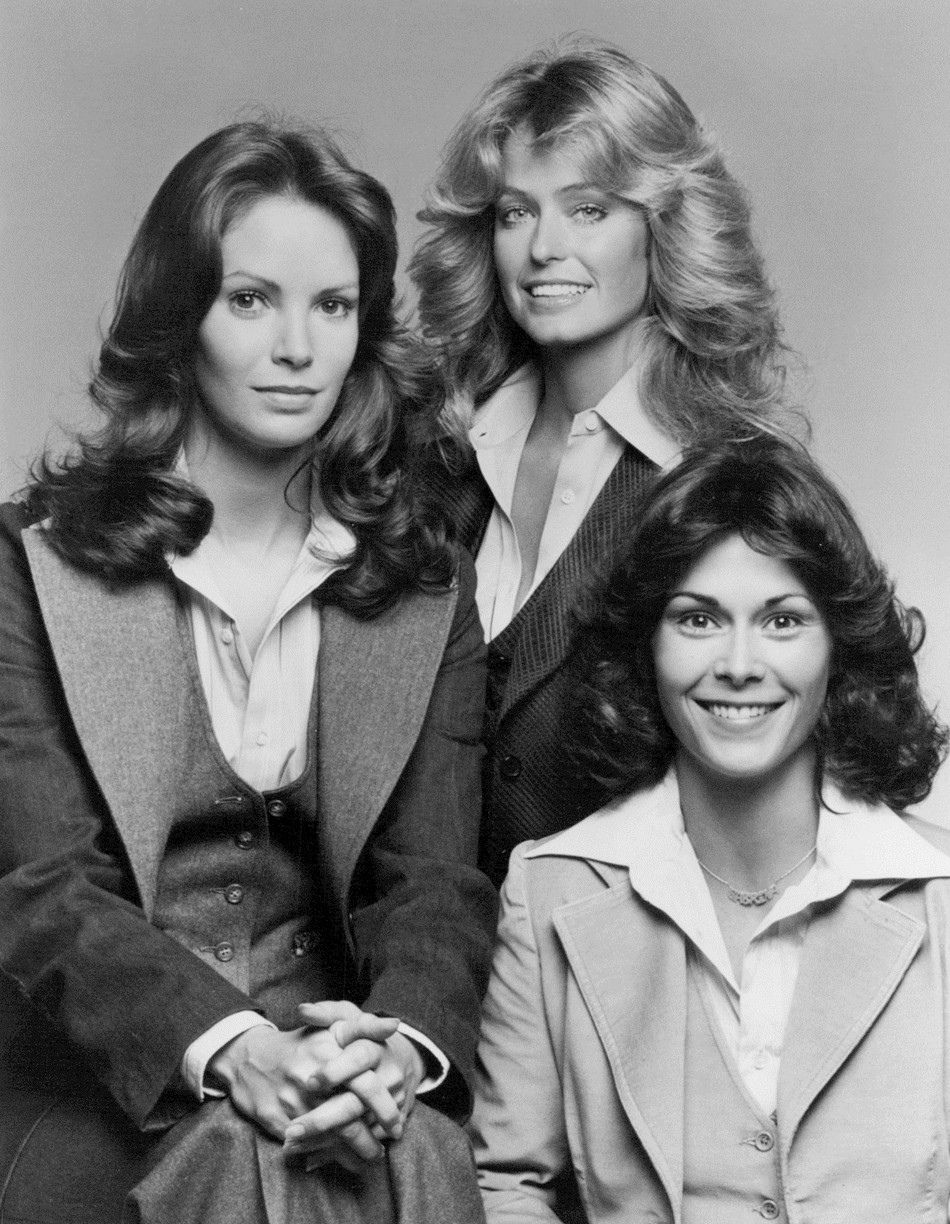
فريق ملائكة تشارلي موسم (1976–1977): جاكلين سميث، فرح فاوست، وكيت جاكسون.

على مدى خمس سنوات، كان لملائكة تشارلي سلسلة من التغييرات التي لاقت صدى إعلامي كبير. وحصت أولى التغييرات في ربيع عام 1977، حبث قدمت الممثلة فرح فاوست استقالتها قبل نهاية الموسم بيوم واحد يوم 4 مايو 1977، معلقة إنها ترغب في الشروع في مهمة الفيلم. لكن قناة أي بي سي (توضيح) ومنتج السلسلة آرون سبيلنغ رأى ان خروج فاوست من المسلسل، من شأنه أن يخل في توازنه.
خلال توقف المسلسل في سيف 1977، دخلت قناة ABC وفرح فاوست معركة قانونية على عقدها. حيث في بداية المسلسل قامت كل من البطلات الثلاثة بتوقيع عقد لمدة خمس سنوات، فقام وكيل أعمالها بالإضافة إلى ليونارد جولدبيرج والمنتج آرون سبيلنغ بالعمل بشكل مكثف من أجل التوصل إلى اتفاق حول فاوست، حتى وافقت ABC لرفع راتبها من 5000 دولار إلى 8000 دولار في الأسبوع، ولكنها رفضت العروض. حتى وافقت ABC على مضض لها من من انهاء عقدها في صيف عام 1977، مع عودتها في وقت لاحق كضيفة شرف على المسلسل، وفعلاً كانت العودة في الموسم الثالث لظهور شخصية جيل مونرو على ملائكة تشارلي في ثلاثة حلقات، ومن ثم عادت مرة أخرى في ثلاث حلقات جديدة في الموسم الرابع.

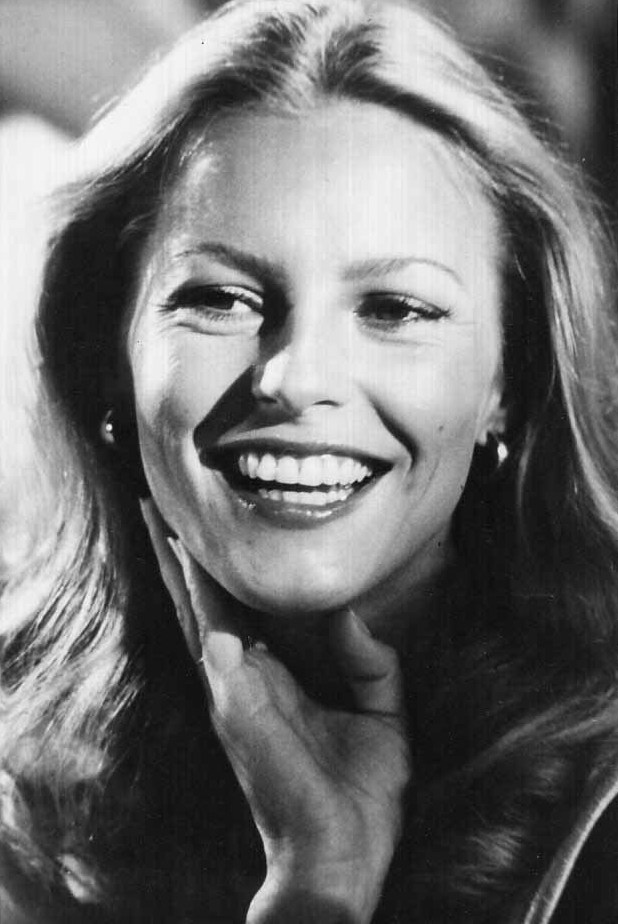
شيريل لاد بدور كريس مونرو

بعد مغادرت فرح فاوست هذه السلسلة، بدأت ABC البحث عن بديل لها. واختار المديرين التنفيذيين في نهاية المطاف المغنية والممثلة شيريل لاد، ووقعت لها عقدا لمدة أربع سنوات. وفي محاولة للحفاظ على استمرارية السلسلة، كتب بأن كريس مونرو (لاد)أخت جيل مونرو (فاوست) التحقت بملائكة تشارلي بعد تخرجها من أكاديمية الشرطة العليا في سان فرانسيسكو.
استقبل المسلسل اراء مختلطة من النقاد في بداية الموسم الثاني في سبتمبر 1977، حيث فقدت نسبة صغيرة من جمهوره موسم واحد مع إدخال شيريل لاد. بحيث نجمة المسلسل كيت جاكسون اعتقدت ان إدراج شيريل لاد في العمل قد تسبب بضرر السلسلة إلى حد كبير. جاكسون ولاد يقال لم يحصل أن التقيا جنبا إلى جنب بعد ذلك.
خلال الموسم الثالث بدأت كيت جاكسون الشكوى من جودة النص، وذكرت أن بداية السلسلة ركزت على «عمل المخبر الكلاسيكي»، ولكنها تحوت إلى «قصة شرطي في الأسبوع». خلال موسم الثالث، رشحت كيت جاكسون مثيل دور «جوانا كريمر» في فيلم كرامر ضد كرامر عام (1979) مع داستين هوفمان لكن رفض منتجي المسلسل إعادة تنظيم جدول العمل للسماح لجاكسون بالعم في الفيلم. فذهب الدور في نهاية المطاف إلى ميريل ستريب، الذي نالت به على جائزة الأوسكار لادائها. مما أدى إلى استياء كبير من قبل كيت جاكسون من هذا الوضع، فقررت ترك العمل في السلسلة.
خلال صيف عام 1979 بدأت محاولات البحث عن ممثة بديلة لكيت جاكسون. ورشح لدور (سابرينا) العديد من الممثلات الصاعدات، منهم باربرا باخ وكوني سيليكا وشاري بيلافونتي، والوافدة الجديدة [ [ميشيل فايفر]]. وفشل بو ديريك وميلاني غريفيث في الاختبار. كانت فايفر الشخصية المفضلة لمعظم المنتجين، ولكن على الرغم من اجتيازها اختبار الشاشة وأظهارها لمواهبها في التمثيل. لاحظ منتجي ABC فتاة عطر تشارلي شلي هاك في إعلان عن العطر فتم اختيارها كبديل عن جاكسون. فظهرت هاك لأول مرة في العرض الاخير من الموسم الثالث مع تيفاني ويلز، وهي خريجة الشرطة أنيقة من بوسطن. كان منتجي ABC يأملون بأن شخصية هاك الراقية ستكون مثيرة للاهتمام وتجلب مشاهدين جدد إلى سلسلة. ومع ذلك، كان أداء شيلي هاك مخيباً لآمال النقاد وخسرت السلسلة 40 في المئة من جمهورها خلال فترة وجودها في هذه السلسلة.
ولتنشيط عرض المسلسل واستعادة شعبيته، قامت قناة ABC بانهاء عقد «شيلي هاك» في فبراير 1980. وفي مقابلة لها مع مجلة بيبول صرحت هاك للصحفيين «يستطيعون القول انني ام انجح في العمل، كن ذلك غير حقيقي. ماحدث كان حرب. واتخذ قرار بذلك. تغيير شخص أو جلب دعاية جديدة. كيفية الحصول على الدعاية؟ الأتيان بملاك الجديد. من هو الشخص الواضح ليحل محل آخر؟ أنا... الطفل الجديد على المجموعة».
أثناء ظهور الدعوات لاستبدال هاك، تم اختبارا نحو ألفي مرشح، ومن ثم تم اختارت ABC الموديل ومدربة الرقص السابقة تانيا روبرتس. التي ظهرت صورتها على غلاف مجلة بيبول حيث وردت في المقال المحيطة بالسلسلة في مقال بعنوان «هل تهزهز أعلى؟»، سئل عما إذا كان روبرتس قد حافظت على ملائكة تشارلي من الإلغاء. ذكر التنفيذي بريت جارود، «نأمل بالحفاظ على عرض العام القادم، ولكن لا شيء مؤكد».
ظهرت لأول مرة تانيا روبرتس في بداية الموسم الخامس بدور «جولي روجرز» وهي موديل ومقاتل شوارع، ولكن الحلقة الأولى من الموسم الخامس نالت تصنيفات خفيفة. بين نوفمبر 1980 ويونيو 1981، تم بث هذه السلسلة في ثلاثة أوقات زمنية مختلفة، ولكن تصنيفها انخفض إلى أبعد من ذلك، حتى قررت قناة ABC إيقاف عرض المسلسل في ربيع عام 1981.

## ردود الافعال

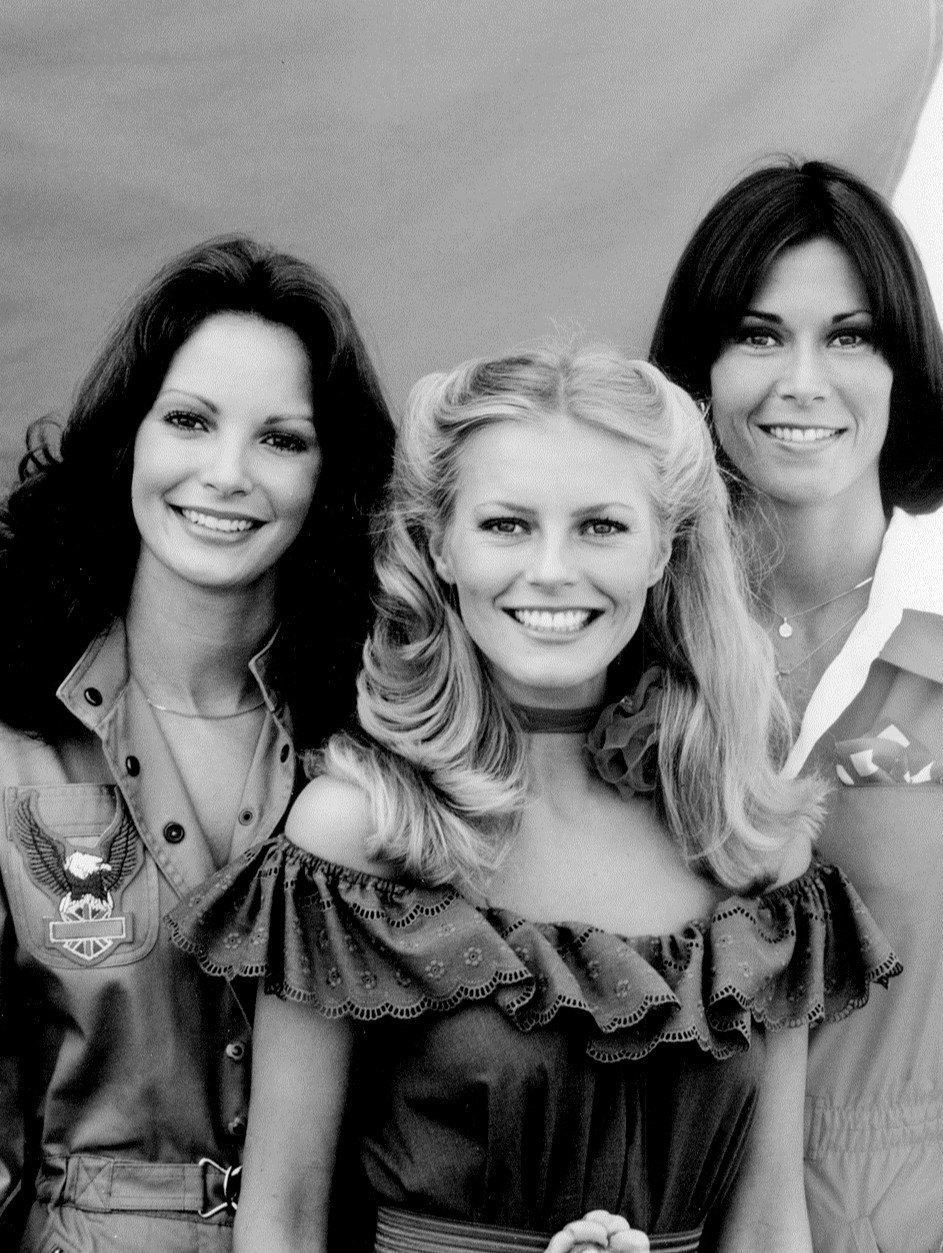
فريق ملائكة تشارلي الموسم 2–3: من اليسار لليمين: جاكلين سميث (كيلي غاريت)، شيريل لاد (كريس مونرو)، وكيت جاكسون (سابرين دنكان).

### رأي النقاد
أصبح العرض يعرف باسم "تلفزيون الهز" و"T & A TV" (أو "تلفزيون الثدي والأرداف") من قبل النقاد الذين رأوا أن العرض لا يحتوي أي فحوى أو مادة، وأن الملائكة يرتدون ملابس فاضحة ومستفزة، واصبحت شخصيات الحلقات تحتوي على (فتاة تعري، متسابق مسابقة ملكة الجمال، خادمة، سجينة، ولبس البيكيني)، ويعتقد ان الغرض من ذلك لتسليط الضوء على المظهر والجاذبية الجنسية للممثلات باعتبارها الوسيلة الوحيدة لجذب المشاهدين. حتى أن فرح فاوست قالت: "عندما كنا في الموسم الثالث، وأنا كنت أحسب أن التمثيل كان لدينا يجب أن يكون هو رقم واحد، لكن تبين لي ما في وسعنا فقط
أن يكون فقط لا أحد منا أن ترتدي حمالة صدر".
الناقدة الأكاديمية والباحثة الاجتماعية الأمريكية كميل باليا، قالت ان  ملائكة تشارلي  كان "فوارة عمل المغامرة يظهر ذكاء النساء الجريئات،
اللواتي يعملن جنبا إلى جنب في تعاون مثمر.

### الرأي العام
ملائكة تشارلي  ضربت نسباً عالية في موسمها الأول سنة 1976–1977، حيث كان موعد عرضه يوم الأربعاء في تمام الساعة 10:00 مساءاً، وكان يواجه بعض المنافسة من سي بي إس وأن بي سي، وحل ملائكة تشارلي في المركز الخامس ضمن تصنيفات نيلسن في ربيع عام 1977 بمتوسط 26.0 نقطة. وقد أوصل الممثلات الرئيسيات الثلاثة فجأة إلى عالم النجومية، حيث علقت كيت جاكسون في وقت لاحق أن لأشهر القليلة الأولى كانت مثل أن تجري في عين العاصفة. وأصبحت فرح فاوست تتمتع بشعبية كبيرة حتى وصفت بـ (الظاهرة). ومع ذلك، فان الوضع قبالة الشاشة لم يكن مجزيا بالإضافة إلى ساعات العمل الطويلة جنبا إلى جنب، مع العديد من الدعوات لالتقاط الصور، وتجهيزات الملابس، والمقابلات الترويجية، كانت قد ألقت أثرها على الثلاثي. وكانت كيت جاكسون مستاءة جداً خصوصا لأنها شعرت نوعية النص آخذت في الانخفاض، واصبح شكل «قصة شرطي الأسبوع» بدلا من دراما المحقق السري الأنيق، والتي بدت وكأنها حلقة طيارة.
مع الموسم الثاني، تحول موعد عرض المسلسل إلى الساعة 21:00، حيث بقيت كذك لمدة ثلاث سنوات. خلال ذلك الوقت، وكان قد دخل التنافس مع عروض شعبية أخرى مثل  يوم واحد في الزمن ،  وذا جفرسنس ، و سكتات مختلفة . وكان انتقال دور فاوست إلى شيريل لاد في الموسم الثاني قلل من شعبية المسلسل مع المشاهدين بنسبة طفيفة، وظل المسلسل ضمن الخمسة الاوائل لموسم 1977-78، حيث وضع في المركز الرابع. أما في الموسم الثالث، استقرت نسبة امشاهدة لكن المسلسل بدأ بفقدان الجذب وحل في المرتبة الثانية عشرة وراء القادمين الجدد  مورك وميندي ،  ال روبر ، و تاكسي  موسم 1978-79 الموسم. ومع رحيل كيت جاكسون ومجيء شيلي هاك شهد الموسم الرابع تراجعاً كبيراً في التصنيف حيث احتل المرتبة السابعة عشرة لموسم 1979-80.
وشهد الموسم الخامس تغيير جذري مع تانيا روبرتس. فكان يعاني في الموسم الأخير بسبب هجوم الفنانين عام 1980، مما تسبب في تغيير موعد عرضه ليوم الأحد في الساعة 8:00 مساءاً، إلى السبت في الساعة 8:00 مساءاً، وأخيرا يوم الأربعاء في 08:00، حيث بقيت للفترة المتبقية من عرضه. على الرغم من تلقي عموما المنافسة البسيطة مع الشبكات المتنافسة على هذه الفترات الزمنية،  وضعت «ملائكة تشارلي» في المرتبة التاسعة والخمسين من أصل خمسة وستين برنامج في موسم 1980-81. مما دعا قناة ABC بالتالي إلى إنهاء عرض السلسلة بعد خمسة مواسم و110 حلقة.

### تصنيفات نيلسن / تاريخ البث
الترتيب الموسمي (على أساس متوسط مجموع المشاهدين في الحلقة) من  ملائكة تشارلي  على ABC.
 ملاحظة: يبدأ كل فصل على شبكة التلفزيون الأمريكية في أواخر سبتمبر وينتهي في أواخر شهر مايو، والذي يتزامن مع الانتهاء من مايو. جميع الأوقات المذكورة هي توقيت شمال شرق أمريكا. 
| الموسم | موعد العرض | البداية         | النهاية        | المركز | النسبة |
| ------ | --- | --------------- | -------------- | ------ | ------ |
| 1      | الأربعاء 10:00 P.M. | 22 سبتمبر، 1976 | 4 مايو، 1977   | #5     | 25.8   |
| 2      | الأربعاء 9:00 P.M. | 22 سبتمبر، 1977 | 10 مايو، 1978  | #4     | 24.4   |
| 3      | الأربعاء 9:00 P.M. | 13 سبتمبر، 1978 | 16مايو، 1979   | #12    | 24.4   |
| 4      | الأربعاء 9:00 P.M. | 12 سبتمبر، 1979 | 7 مايو، 1980   | #20    | 20.9   |
| 5      | الأحد 7:00 P.M. (نوفمبر 30, 1980 – 11 يناير، 1981) السبت 10:00 P.M. (يناير 24, 1981 – 28 فبراير، 1981) الاربعاء 9:00 P.M. (يونيو 3, 1981 – 24 يونيو، 1981) | 30 نوفمبر، 1980 | 24 يونيو، 1981 | #59    | N/A    |

## ضيوف المسلسل البارزين
استضاف مسلسل «ملائكة تشارلي» عدد من الوجوه المعروفة خلال المواسم الخمسة، البعض من هولاء كانوا من من نجوم السينما والتلفزيون المميزين. الا أن البعض الآخر قد حقق الشهرة كبيرة بعد عدة سنوات من الظهور في المسلسل. ومن هولاء الفنانين سواء كانوا معروفين أو عرفوا فيما بعد، ما يلي:
| - جاك ألبرتسون - ريتشارد أندرسون - رينيه أوبرجونوا - فيليس أفيري - نينا أكسلرود - جيم باكوس - فنسنت باغيتا - جورج ويليام بيلي - جين باري (مرتين) - كيم بايسنجر - بروس باور - إدوارد جيمس - مايكل بيل - ديرك بنديكت (مرتين) - بربي بنتون - لويد بوخنر - سوني بونو - باري بوستويك - بيتر براون - د. جويس براذرز - إد بيرنز - مايكل كالان - جوانا كاسيدي - كيم كاترال - دنيس كول (مرتين) - جون كوليكوس - غاري كولينز (مرتين) - ستيفن كولينز - بيرت كونفي - بات كوبر - نيكولا كوستر - سكاتمان كروذرس - باتريشيا كراولي - جيمي لي كرتيس - بريان كاتلر | - تيموثي دالتون - باتي دي أربانفيل - جيمس دارين - روبرت دافي - سامي ديفيس جونيور - برادفورد ديلمان - روبرت دونر - هاوارد داف - باتريك دافي - أندرو دوغان - روبرت انجلوند - أنطونيو فارغاس - ألن فاينشتاين - نورمان فيل - جو فلاين - روزماري فورسيث - جوناثان فريكس - آن فرانسيس (مرتين) - سليم جيلارد (مرة واحدة) - جيمس غامون - إلين الجير - كريستوفر جورج - فرانك غورشين - فريد غراندي - دان هاجرتي - ديفيد هيدسون (مرتين) - دون هو - بو هوبكنز (مرتين) - رودولفو هويوس جونيور - تاب هنتر - جويس جيمسون - إل كيو جونز (أربع مرات) - تومي لي جونز - لويس جوردان - إيلين جويس | - كايسي قاسم - روز كيلي - سالي كيركلاند (مرتين) - بيرني كوبيل - مارتن كوف - فرناندو لامات - أودري اندرز - جودي اندرز (مرتين) - تيد لانج - كرستوفر لي - توم ليغون - جاري لوكوود - روبرت لوجيا (مرتين) - إيدا لوبينو - ريتشارد لينش - كارول لينلي - غيفن ماكلويد - بيف مانارد - راندولف مانتوث - دين مارتن - أماندا ماكبروم - مرسيدس ماك كامبريج - مورين ماكورميك - أيف ماكفيا - ديني ميلر - راي ميلاند - ريد مورغان - فيك مورو (مرتين) - ريتشارد موليجان - كريج تي نيلسون - فرنسا نجوين - مايف نوتر - سيمون اوكلاند - دان أو هيرلي - جيرالد أولوغلين | - جانيس بيج - ستايسي بيرالتا - جوانا بيتيت - جو آن بفلوج - سارة بورسيل - روبرت باين - داك رامبو - روبرت ريد - بيرت ريمسن - بيتر مارك ريتشمان - ريتشارد رومانوس - سيزار روميرو - ماريون روس - ديك سارجنت (ثلاث مرات) - بوب سيغران - توم سيليك - دوغ شيهان - ستيفن شورتريج - جيمس سيكنغ - فيل سيلفرس - توم سيمكوكس - لويز سوريل - باربارا ستانويك - تيشا ستيرلنغ - ديفيد أوغدن ستيرز - كريستوفر ستون - هارولد جي ستون - لي تيري (أربع مرات) - لورين تيويس (مرتين) - روبرت يوريتش - ايل اجنر - ماري ورنوف - نيكولاس ورث - جين وايمان |

## وصلات خارجية
- charliesangels.com الموقع الرسمي
- ملائكة تشارلي على موقع IMDb (الإنجليزية)
- ملائكة تشارلي على موقع ميتاكريتيك (الإنجليزية)
- ملائكة تشارلي على موقع الموسوعة البريطانية (الإنجليزية)
- ملائكة تشارلي على موقع روتن توميتوز (الإنجليزية)
- ملائكة تشارلي على موقع أول موفي (الإنجليزية)
- ملائكة تشارلي على موقع فيلمافينيتي (الإسبانية)
- ملائكة تشارلي على موقع كينوبويسك (الروسية)
- ملائكة تشارلي على موقع ألو سيني (الفرنسية)
- ملائكة تشارلي على موقع قاعدة بيانات الفيلم (الإنجليزية)
- emmytvlegends.org/interviews/shows/charlies-angels
- Full Filming Location Guide & Illustrated Episode Guide